# Antrophyum latifolium
Antrophyum latifolium är en kantbräkenväxtart som beskrevs av Bl. Antrophyum latifolium ingår i släktet Antrophyum och familjen Pteridaceae. Inga underarter finns listade.